# Lamborghini Urus
Lamborghini Urus (заводський індекс LB736) — SUV італійської спортивної преміум-марки Lamborghini. Початок випуску 2017 рік. Модель наступник більш ранньої моделі Lamborghini LM002.

## Опис

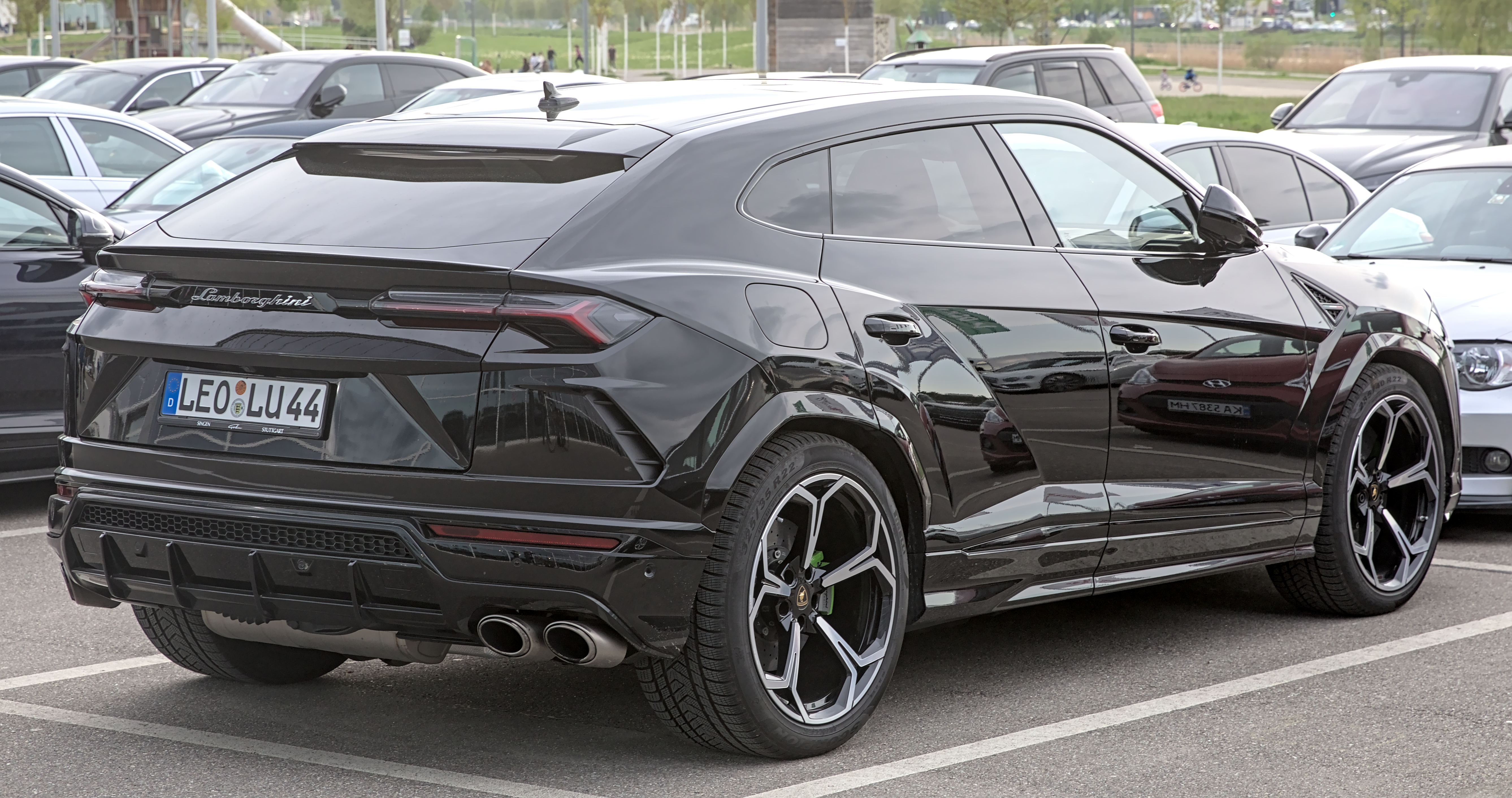
Lamborghini Urus (2018–2022)

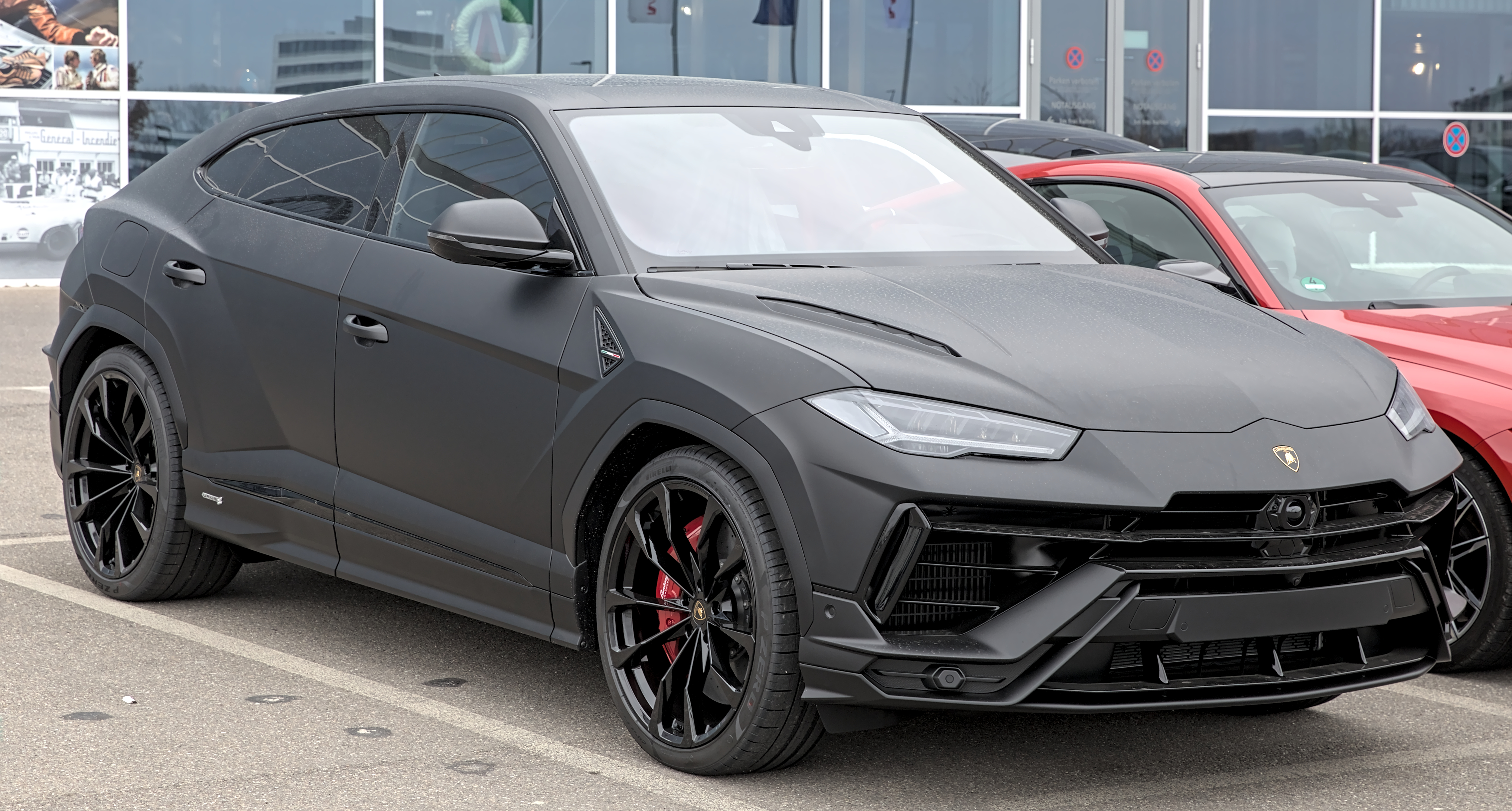
Lamborghini Urus S (2022–2024)

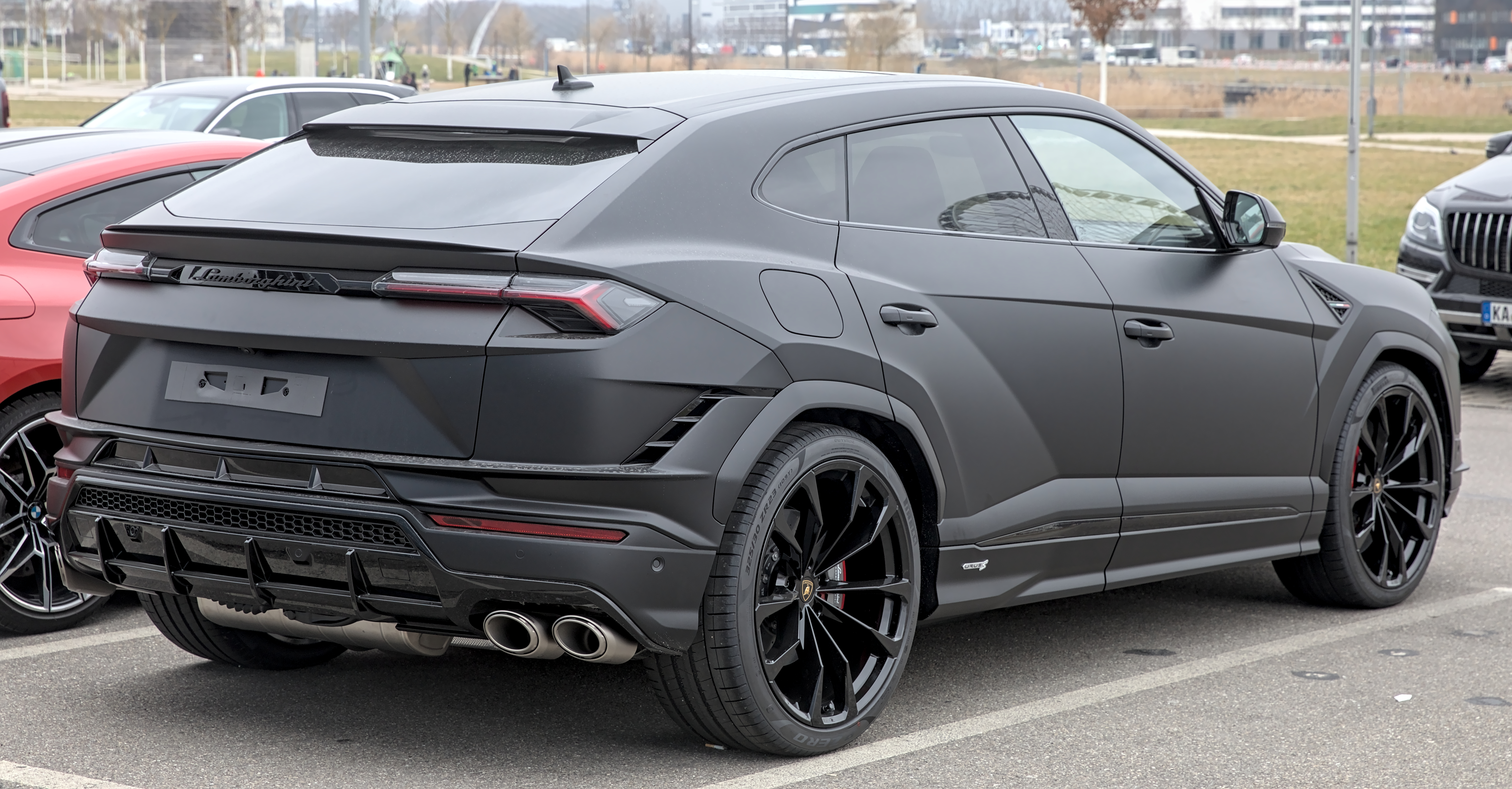
Lamborghini Urus S (2022–2024)

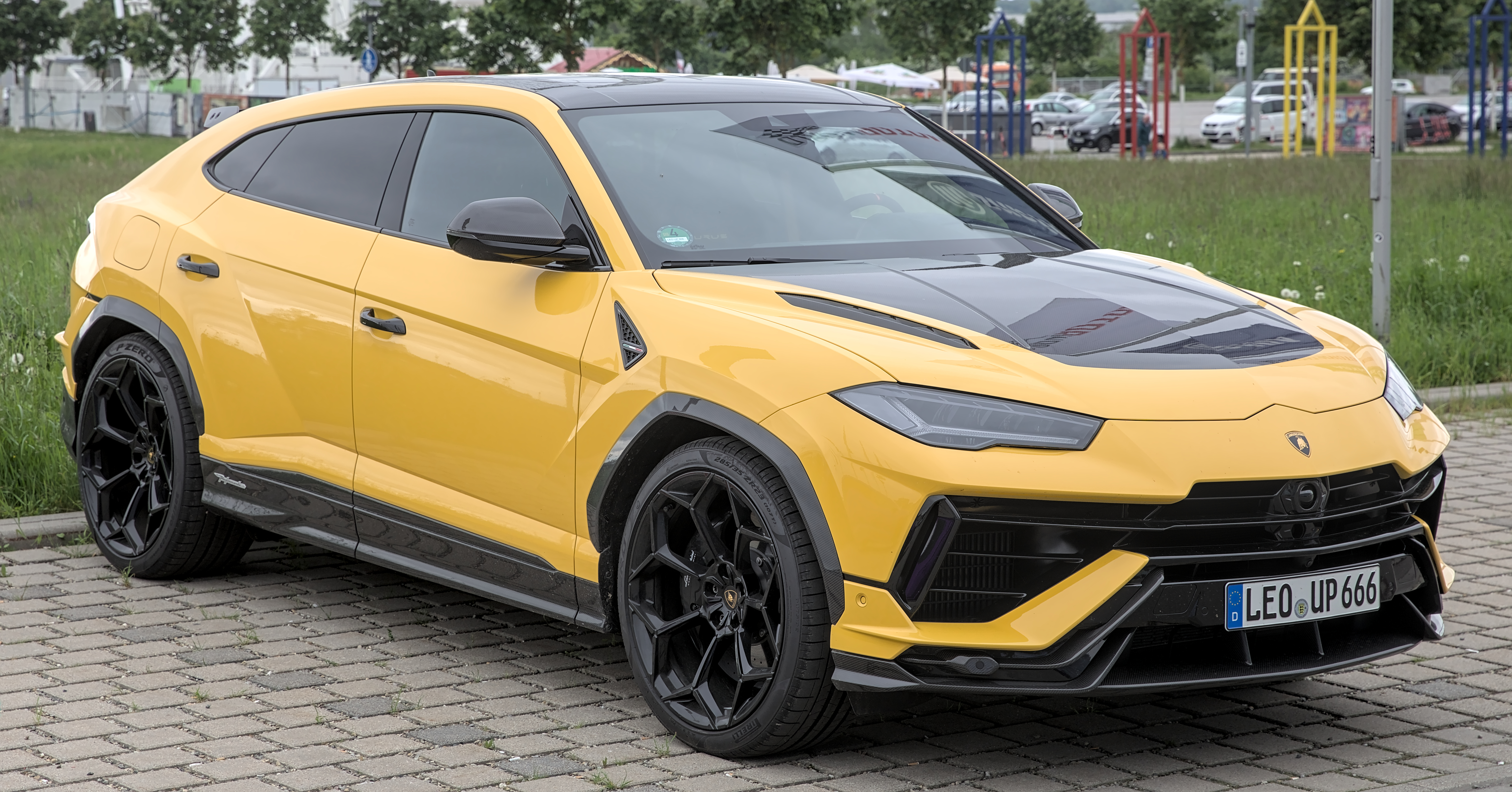
Lamborghini Urus Performante (2022–2024)

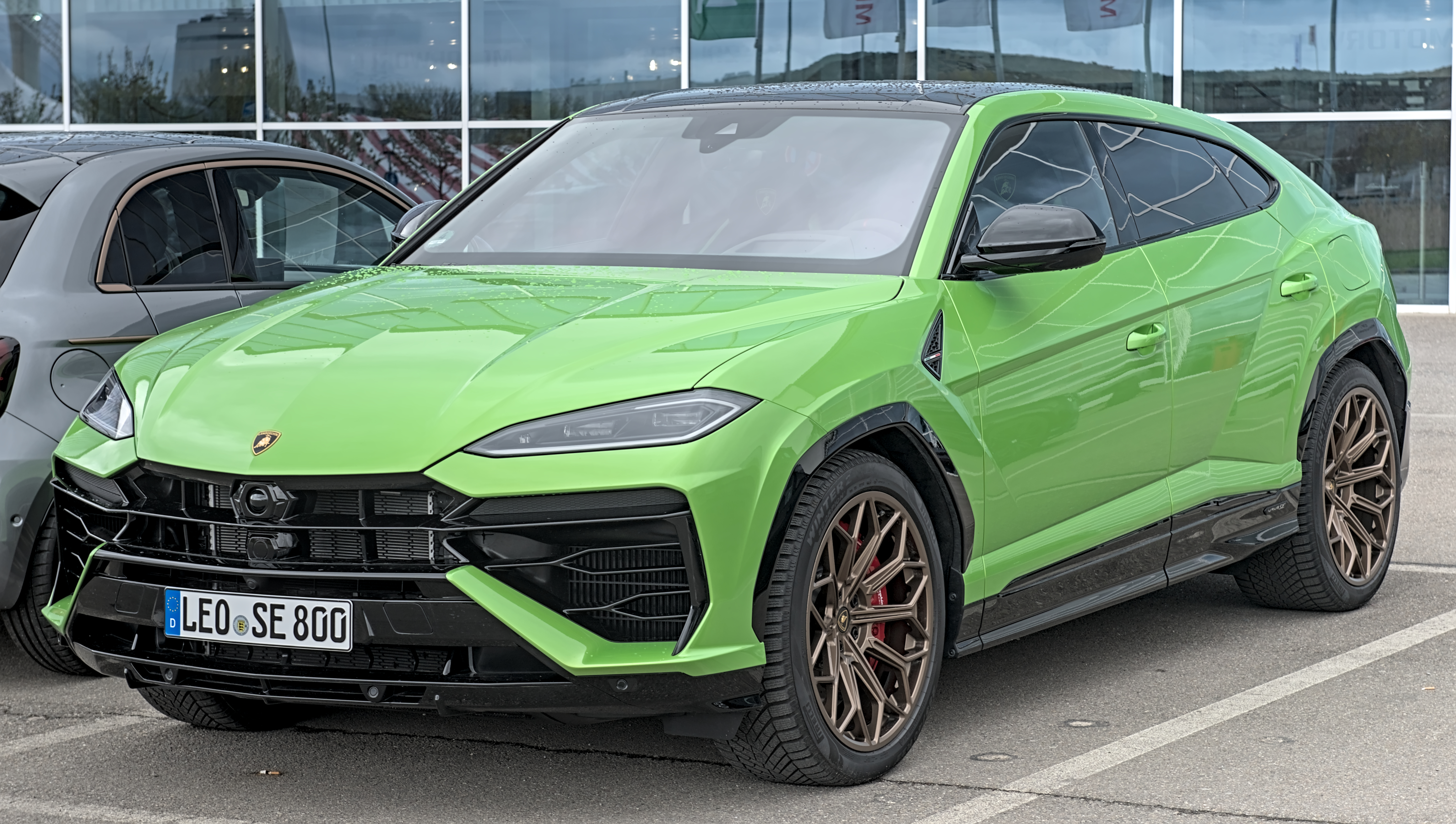
Lamborghini Urus SE (з 2024)

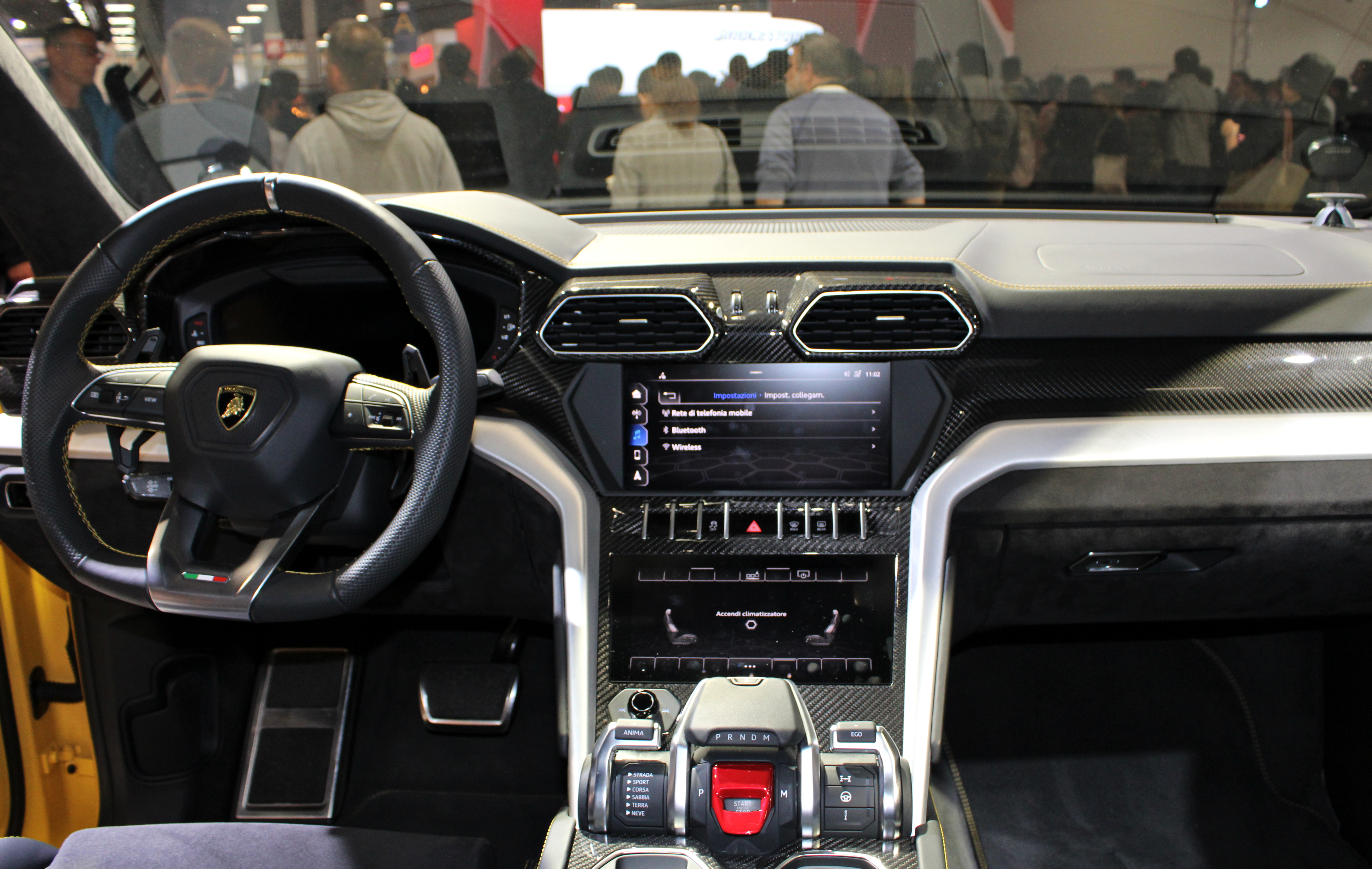
Салон Lamborghini Urus

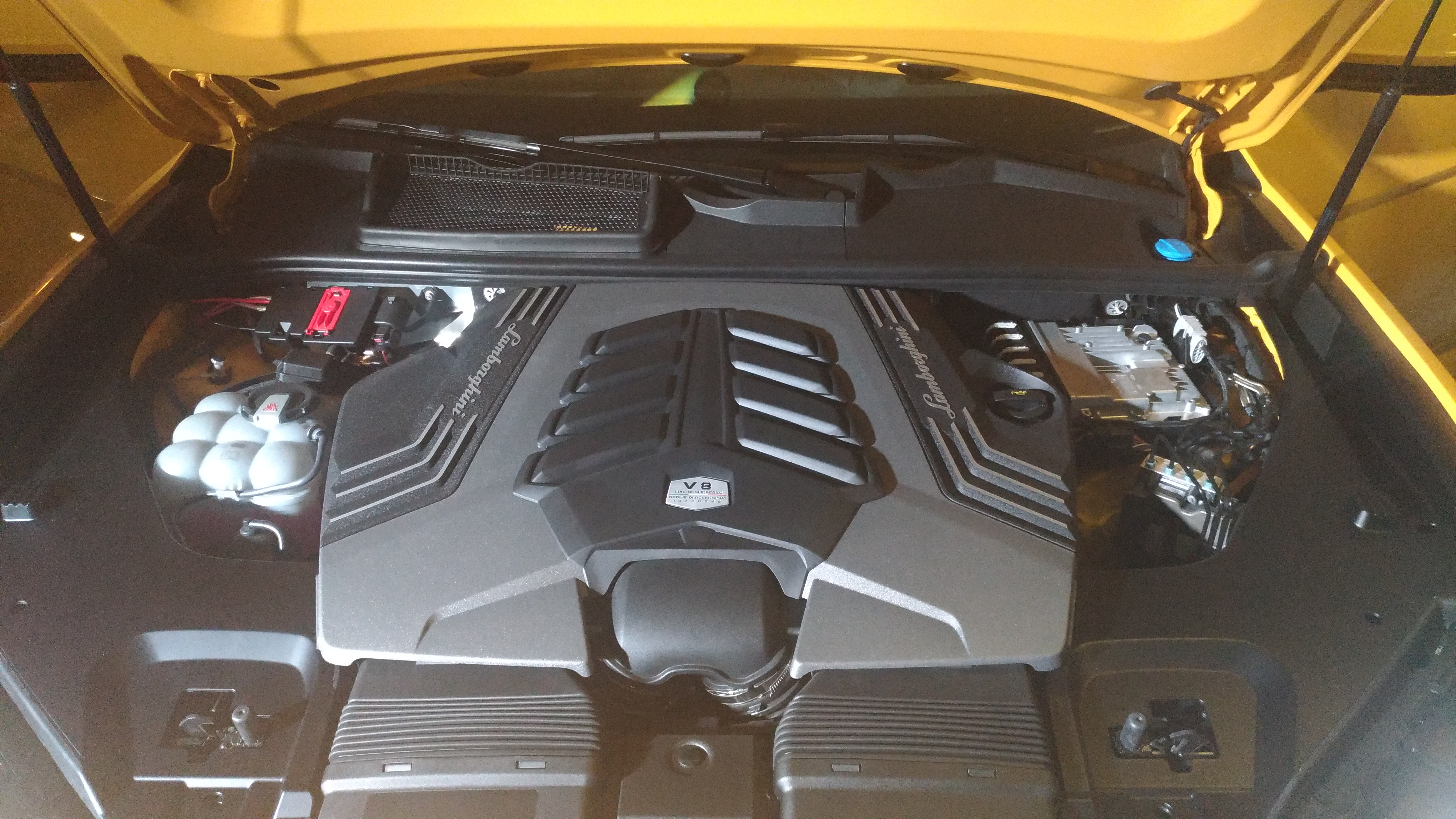
Двигун Lamborghini Urus

Концепт-кар автомобіля показали 2012 року на Пекінському автосалоні. Серійна версія буде збиратися в м. Братислава на заводі Volkswagen Bratislava Plant, поруч з Volkswagen Touareg, Audi Q7, Porsche Cayenne, Bentley Bentayga.
За давньою традицією, назва кожної нової моделі Lamborghini запозичується зі світу бойових биків. Urus, також знаний як "тур" або "первісний бик", є одним з найбільших представників диких предків цих домашніх тварин.
4 грудня 2017 року офіційно презентовано серійну модель Lamborghini Urus. Навесні 2018 року почнуться продажі автомобіля.

### Технічні характеристики
Довжина авто складає 5,112 мм, ширина — 2,016 мм, висота — 1,638 мм.
Серійна версія авто, збудована на платформі VW MLB evo, отримала модифікований 4,0 літровий V8 з безпосереднім впорскуванням палива з парою турбонагнітачів типу Twin Scroll в розвалі блоку. Потужність такого двигуна буде складати 650 к.с. (477 кВт) 850 Нм. Двигун спарений з восьмиступінчастою АКПП і повним приводом на основі самоблокованого міжосьового диференціала Torsen. У нормі розподіл тяги між передньою і задньою осями складає 40:60, але в разі потреби вперед може бути переправлено до 70 % моменту, а тому — до 87 %. В результаті кроссовер з набивною масою 2155 кг розганяється від 0 до 100 км/год за 3,6 с при максимальній швидкості 305 км/год.
Urus має меншу вагу в порівнянні з конкурентами. Для зниження маси інженери використовували різні легкі матеріали. У салоні також використані легкі композити. Завдяки легкій конструкції, авто витрачає менше палива, має високу динаміку і керованість. На бездоріжжі вона сприяє поліпшенню геометричній прохідності, а на трасі підвищує стабільність руху на високих швидкостях.
Автомобіль 4-ох місний, сидіння в серійній версії будуть такі самі як у Audi A7. Елементи декору на центральному тунелі, зроблені за технологією високих швидкостей Forged Composite, завдяки цьому видно структуру волокон вугле-пластика. За кермом встановлені статичні підрульові перемикачі для управління коробкою передач з подвійним зчепленням, а всіма іншими функціями, такими як покажчики поворотів, вимикачі фар і склоочисників, можна керувати за допомогою програмованих клавіш на кермовому колесі або через дисплей на центральній консолі. Туди виводиться вся додаткова інформація про навігацію, мультимедіа і клімат-контроль.

### Двигуни
- 4.0 L FSI twin-turbo V8 650 к.с. при 6000 об/хв 850 Нм при 2250–4500 об/хв
- 4.0 L FSI twin-turbo V8 666 к.с. при 6000 об/хв 850 Нм при 2250–4500 об/хв (S, Performante)
- 4.0 L FSI twin-turbo V8 + електродвигун 800 к.с. (з 2024)

## Ринки збуту
Мета компанії реалізовувати в рік від 3 000 до 4 000 Urus. Про це, під час презентації говорив генеральний директор компанії Стефан Вінкельман. 
|  | Це є цілком реально, завдяки його ціні, яка буде складати € 150-180 тисяч, що набагато дешевше спадкоємця Gallardo, який дебютує на Женевському автосалоні в березні 2014 року. |

Ціна наступника Gallardo, Lamborghini Huracán складає € 360 тисяч.
Цільові ринки Urus — США, Велика Британія, Німеччина, Близький Схід, Китай та Росія.

## Виробництво
| рік  | вироблено |
| ---- | --------- |
| 2017 | 121       |
| 2018 | 2,565     |
| 2019 | 5,233     |
| 2020 | 4,364     |
| 2021 | 5,240     |
| 2022 | 5,751     |
| 2023 | 5,895     |